# Una paloma se posó en una rama a reflexionar sobre la existencia
Una paloma se posó en una rama a reflexionar sobre la existencia (en sueco: En duva satt på en gren och funderade på tillvaron) es una película de comedia dramática y humor negro de 2014 coproducida internacionalmente, escrita y dirigida por Roy Andersson. Es la tercera entrega de su trilogía "Living", después de Songs from the Second Floor (2000) y La comedia de la vida (2007). Se estrenó en la 71.ª Festival Internacional de Cine de Venecia donde fue galardonada con el León de Oro a la Mejor Película. Fue seleccionada como la entrada sueca a la Mejor Película en Lengua Extranjera en la 88.ª edición de los Premios Óscar, pero no fue nominada.
Su título es una referencia a la pintura de 1565 Los cazadores en la nieve de Pieter Bruegel el Viejo. La pintura representa una escena rural de invierno, con algunos pájaros posados en las ramas de los árboles. Andersson dijo que imaginó que los pájaros en la escena observan a las personas de abajo, preguntándose qué están haciendo. Explicó el título de la película como una "manera diferente de decir 'qué estamos haciendo en realidad', de eso se trata la película". En el Festival de Cine de Venecia, Andersson dijo que la película se había inspirado en la película italiana de 1948 Ladri di biciclette de Vittorio De Sica.

## Sinopsis
La película de cine lento, la hiperrealidad, consiste en una serie de cuadros en su mayoría autónomos, a veces conectados por temas o personajes recurrentes. La historia sigue vagamente a dos vendedores ambulantes de novedades, Jonathan y Sam, que viven en una casa de mala muerte desolada, y sus intentos fallidos de ganar clientes para sus artículos de broma (dientes de vampiro, bolsas de risa y una máscara de monstruo). Aunque no hay una historia principal en el sentido tradicional, todas las escenas están conectadas.

## Reparto
- Holger Andersson como Jonathan
- Nils Westblom como Sam

## Recepción
Una paloma se posó en una rama a reflexionar sobre la existencia recibió una calificación de "Fresco certificado" del 89% en Rotten Tomatoes, según 98 reseñas, con una calificación promedio de 7.83/10. El consenso dice: "Expertamente ensamblada e indeleblemente original, Una paloma se posó en una rama a reflexionar sobre la existencia concluye con estilo la trilogía Living del escritor y director Roy Andersson". La película también recibió una puntuación de 81 sobre 100 en Metacritic, según 23 reseñas, lo que indica "aclamación universal".